# Miriam Goldschmidt

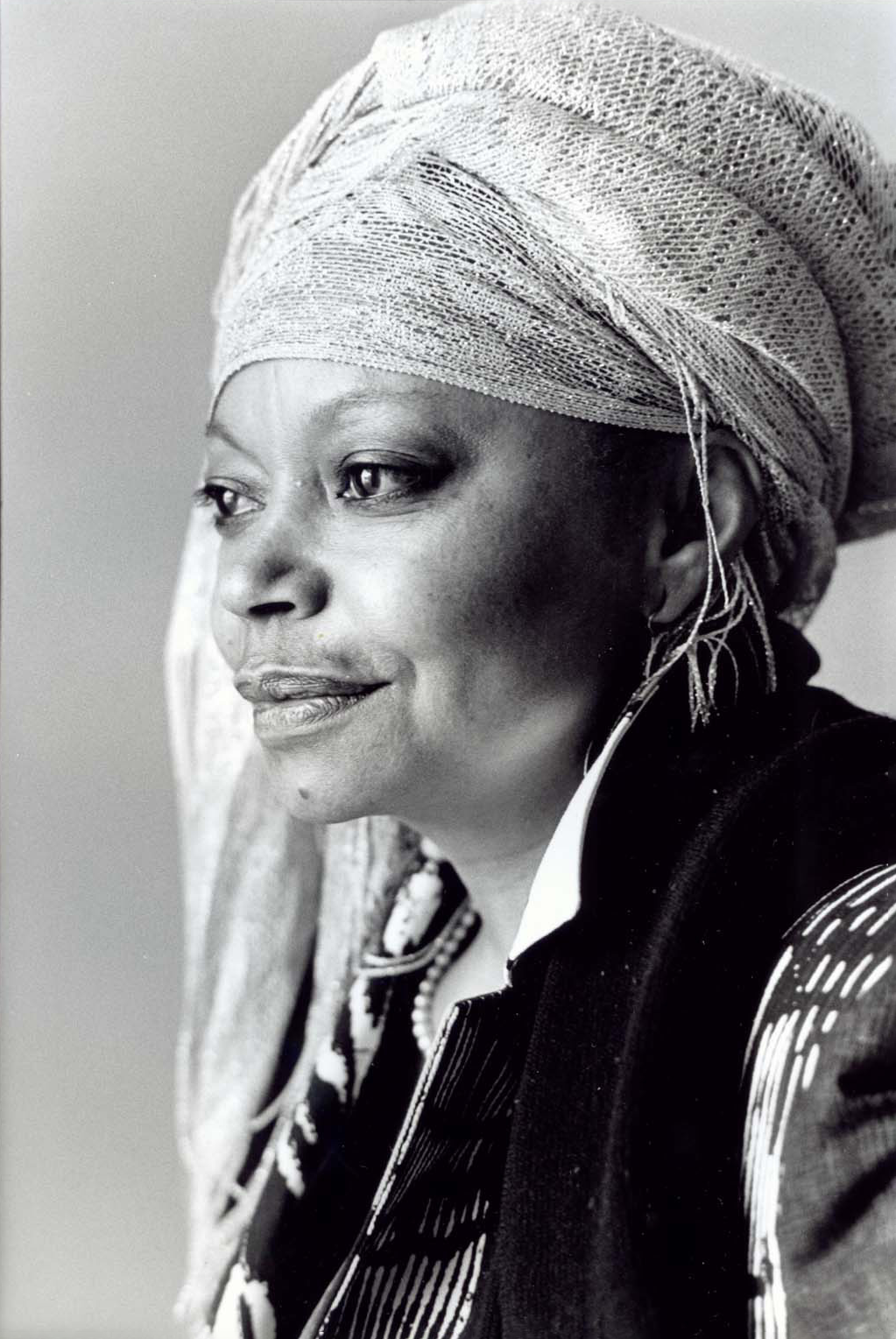
Miriam Goldschmidt in der Kaserne Basel, 2003

Miriam Goldschmidt (* 8. Juli 1947 in Frankfurt am Main, eigentlich Heidemarie Goldschmidt; † 14. August 2017 in Lörrach) war eine deutsche Schauspielerin, Regisseurin und Autorin. International bekannt wurde sie durch ihre lebenslange Zusammenarbeit mit dem Regisseur Peter Brook, dessen Pariser Centre International de Recherche Théâtrale (CIRT) sie jahrzehntelang angehörte. Durch ihre Rolle als „Kunti“ in Brooks Verfilmung des indischen Epos Mahabharata wurde sie auch einem breiteren Filmpublikum bekannt.

## Leben und Wirken

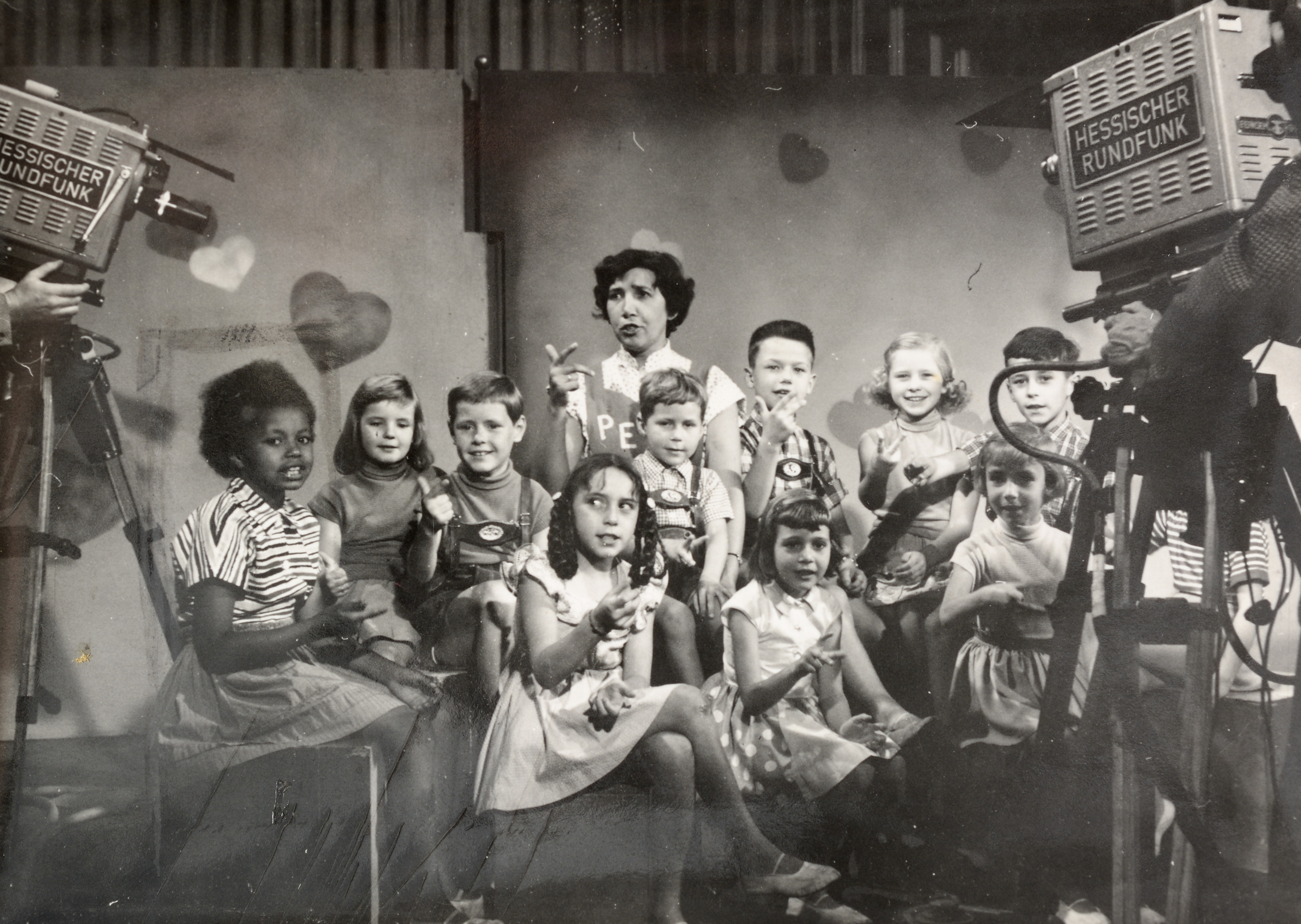
Miriam Goldschmidt als einziges schwarzes Kind in der Kindersendung „Der Peter“ des Hessischen Rundfunks, 1956

Miriam Goldschmidt wurde 1947 in Frankfurt geboren. Bereits mit wenigen Wochen wurde sie in einem Waisenhaus in Birstein abgegeben – ihre leiblichen Eltern lernte sie nie kennen. Im Alter von fünf Jahren wurde sie von dem aus dem Exil nach Deutschland zurückgekehrten jüdischen Ehepaar Goldschmidt adoptiert. Ihr Adoptivvater Leopold Goldschmidt war Chefredakteur der Frankfurter Neuen Presse und Ehrenvorsitzender des Deutschen Koordinierungsrates der Gesellschaft für Christlich-Jüdische Zusammenarbeit. Ab 1956, mit neun Jahren, machte Goldschmidt in der Kinderfernsehsendung Der Peter vom Hessischen Rundfunk ihre ersten Erfahrungen vor der Kamera. Sie war das einzige schwarze Kind in der Sendung. 
Kurz vor dem Abitur an der Odenwaldschule verließ Goldschmidt die Schule und studierte Schauspiel bei Jacques Lecoq und Modern Dance bei Laura Sheleen in Paris. In diese Zeit fallen ihre ersten Arbeiten als Schauspielerin und Regisseurin. Ein frühes Werk war Ophelia 69, eine „Mischung aus Tanz und Pantomime, Schauspiel und freier Bewegung im Raum“. Goldschmidt arbeitete in der Folge mit den größten deutschen Regisseuren der Nachkriegszeit, unter anderem in Darmstadt bei Harry Buckwitz („HIM“, 1968), in München bei Fritz Kortner und Peter Zadek, in Basel bei Hans Hollmann (1969 als Lavinia in „Titus, Titus“), Werner Düggelin, an der Schaubühne am Lehniner Platz Berlin bei Peter Stein („Die Neger“, 1981) und Luc Bondy (Botho Strauß’ „Kalldewey, Farce“, 1982, und in Ostrowskis „Ein heisses Herz“, 1986); in Bochum bei George Tabori („Peep Show“, 1983) und Matthias Langhoff („Titus Andronikus“, 1983). Für ihre Rolle in „Kalldewey, Farce“ (Regie: Luc Bondy) erhielt sie 1983 den renommierten Förderpreis des Kunstpreises Berlin der Akademie der Künste. Während Miriam Goldschmidts Jahren im Ensemble der Schaubühne inszenierte sie 1981 Bruce Myers’ Zweipersonen-Bearbeitung von Salomon An-ski „Der Dibbuk“, die sie zusammen mit ihrem Ehemann Urs Bihler über 30 Jahre lang immer wieder an zahlreichen Bühnen spielte, zuletzt 2011 am Theater Basel.
Weitere eigene Inszenierungen waren 1991 eine Adaption von Alexander Granachs „Da geht ein Mensch“, 1993 die Uraufführung von Jellouns „Die Nacht der Unschuld“ am Theater Neumarkt Zürich, am Theater Tri-Bühne Stuttgart, am Pfalztheater Kaiserslautern und am Stadttheater Konstanz. Sie arbeitete mit verschiedenen Theatergruppen im Raum Basel zusammen, so mit dem Ensemble Prisma („Mein Frühstück mit Marc Chagall“ und „Vincent van Gogh in St. Rémy“ mit Matis Hönig und Pierre Cleitman). 2001 spielte sie zur Eröffnung des Neuen Theaters am Bahnhof Dornach den Narren in Shakespeares „Was ihr wollt“ (Regie: Georg Darvas). Im Jahre 2000 spielte Goldschmidt in dem Stück Sweeney Agonistes von T. S. Eliot. Regie führte Thorsten Lensing.

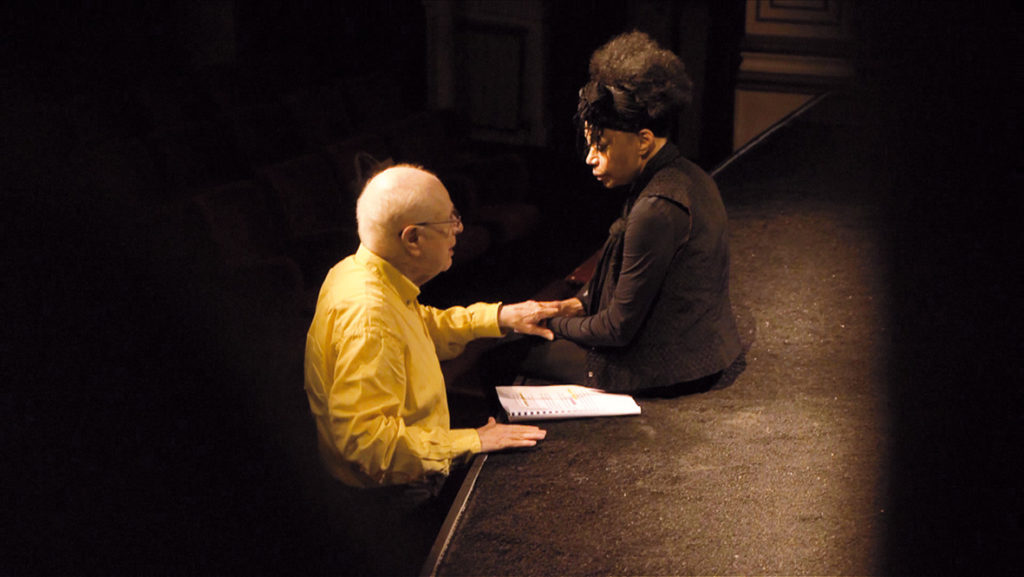
Peter Brook und Miriam Goldschmidt in Proben für Der Verwaiser im Teatro Sannazaro, Neapel, 2013

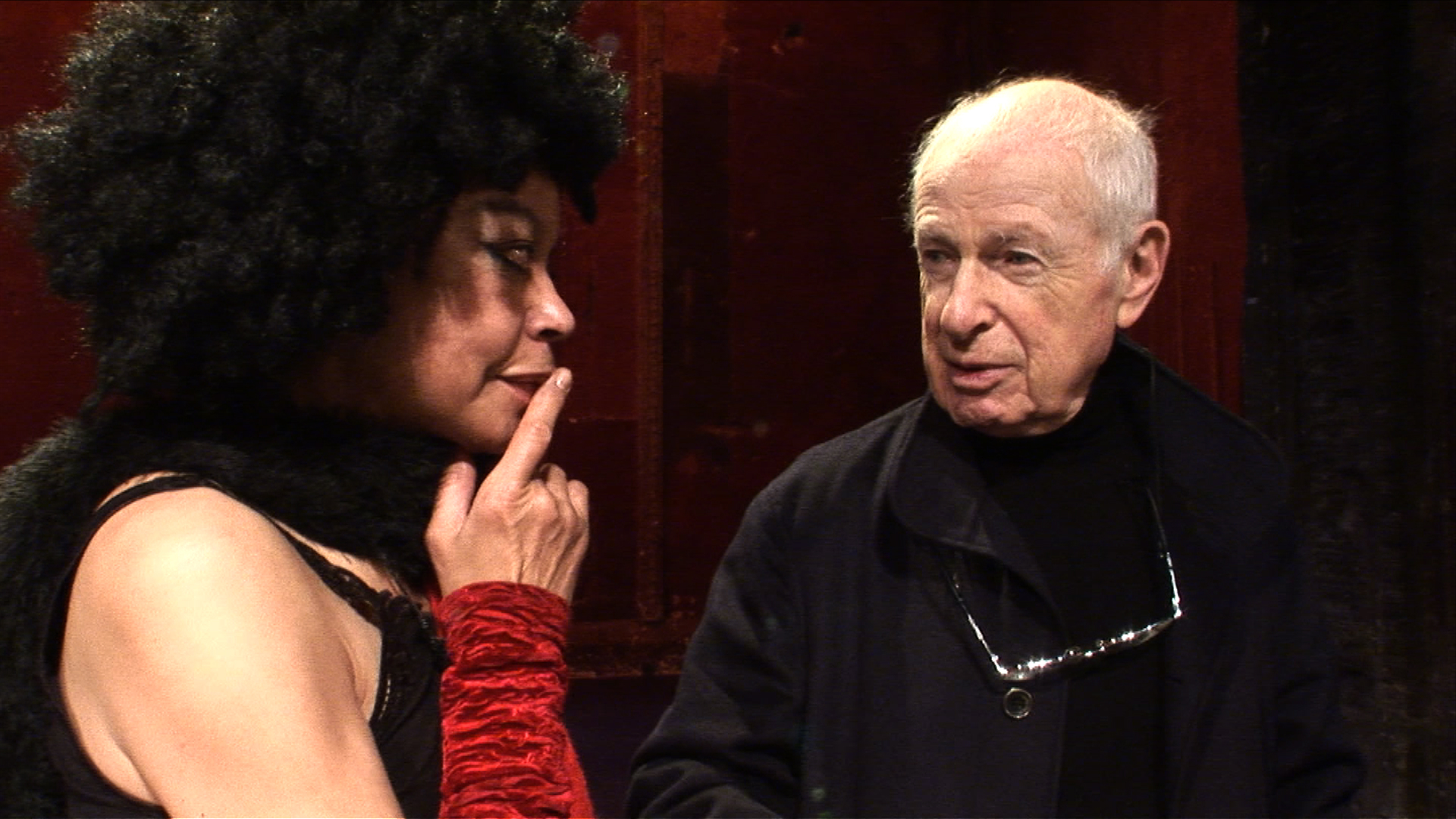
Peter Brook und Miriam Goldschmidt in Proben für Warum Warum im Théâtre des Bouffes du Nord, Paris, 2011

Ihre wahre Theaterheimat fand sie, als sie 1971 zu Peter Brook nach Paris zum C.I.C.T. / Théâtre des Bouffes du Nord ging. In der jahrzehntelangen Zusammenarbeit mit Brook spielte sie unter anderem in: Timon d’Athene, Kaspar, The Ik, Ubu, Mesure pour Mesure, La Conference d’Oiseaus, The Mahabharata (Bühne und Film). Mit den meisten Stücken waren sie auf Welttourneen. Brook war auch der Regisseur von Glückliche Tage (Samuel Beckett) und Warum, Warum sowie Miriam Goldschmidts letztem Stück The Lost Ones („Der Verwaiser“).
Im August 2017 starb Miriam Goldschmidt im Alter von 70 Jahren in Lörrach an den Folgen einer Krebserkrankung.

## Pressestimmen (Auswahl)
Peter Brook schrieb über sie: “In all my experience, Miriam Goldschmidt is unlike anyone else. A totally original talent. She sees life and expresses it brilliantly both as tragedy and as comedy.” Der Regisseur und ehemalige Intendant der Schaubühne Berlin, Peter Stein, sagte über Miriam Goldschmidt, sie bringe „einen Raum zum Blühen“.
Zur Premiere von Glückliche Tage in Basel schrieb die Süddeutsche Zeitung (22. März 2003): „Das Lachen dieser Schauspielerin ist Ereignis. Sie kann leise lächeln und traurig, manchmal auch gierig und geil – das tut sie, wenn sie genüsslich den Pistolenlauf kost. Sie kann schallend lachen, gemein, hämisch, sadistisch, schnodderig, bösartig, eklig, roh, kindlich. Manchmal wandelt sich der Freudenlaut in eine Klage. Mag sie nicht tiefer forschen, beißt sie sich auf die Lippen.“

## Hörspiele und Filme

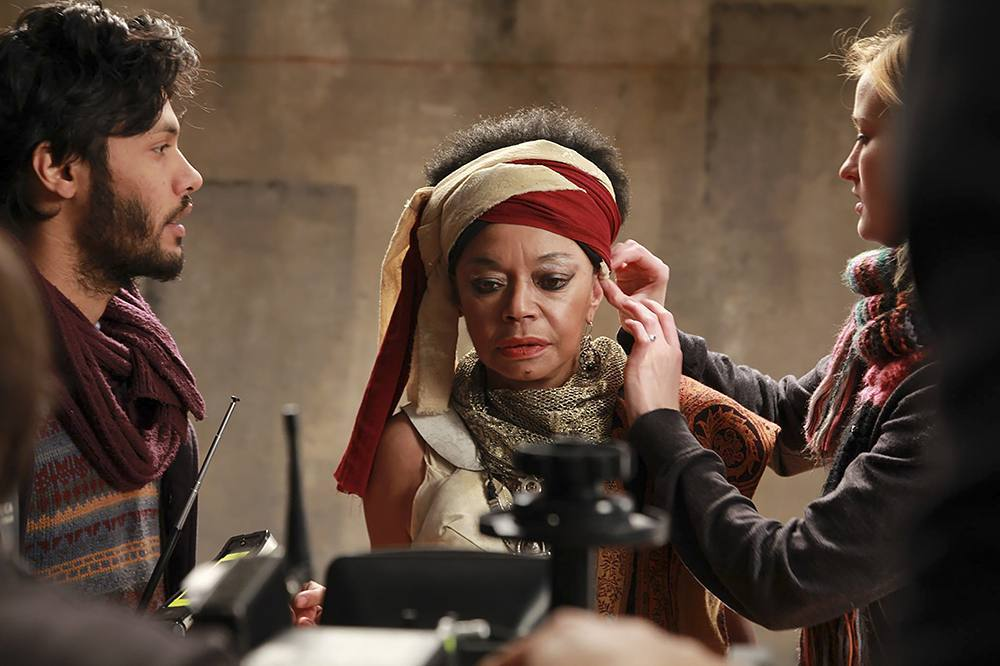
Auf dem Set von Fabiano Mixos Film „Woman Without Mandolin“ (Berlin, 2015)

- 2011: Iris Disse O heiliger Tod, Santisima Muerte, Totentage in Mexiko. (Mutter) – Regie: Iris Disse (Hörspiel – RBB)
- 2015: Fabiano Mixo, Woman Without Mandolin[25], Experimentalfilm
- 2019: Miriam Goldschmidt – Erfinderin von Dazwischen[26], Dokumentarfilm von Christof Schaefer und Janos Tedeschi

## Werke
- Die Beweglichkeit des Schauspielers vor dem Unbekannten. In: Peter Brook: Theater als Reise zum Menschen. Der Regisseur Peter Brook. Texte und Gespräche. Berlin 2005, ISBN 3-89581-135-1, S. 216ff.